# Дай Цзитао
Дай Цзита́о (известен также, как Дай Лянби, Дай Чжуаньсянь, Сюаньтан, псевдоним — Тяньчоу, партийное прозвище — Сяоюань) (кит. 戴季陶, пиньинь Dài Jìtáo; 6 января 1891 — 21 февраля 1949) — китайский общественный, государственный и политический деятель, один из идеологов Китайской Национальной партии (Гоминьдан), журналист.

## Биография
Сын гончара. Получил традиционное китайское образование, до 1905 г. учился в нормальной школе в Японии, в 1907—1909 году — в юридической школе при Университете Нихон.
Вернувшись в Китай, в 1911 г. вступил в революционную организацию Тунмэнхой (букв. Объединённый союз, Союзная лига), созданную Сунь Ятсеном.
С 19 лет писал статьи для Shanghaiese China Foreign Daily (中外 日報) и газеты Тиандуо (天 鐸 報). За сочинения, направленные против властей Империи Цин ему грозило лишение свободы, поэтому в 1911 году он бежал в Японию, а затем в Пинанг (Малайзия). В 1911 г. участвовал в Учанском восстании. Основал в 1911 г. демократическую газету «民權 報».
Свободное владение японским языком, необычное для молодого китайца, привлекло внимание Сунь Ятсена. Вскоре он стал его переводчиком, а затем с 1912 г. — личным секретарём.
В августе 1912 года Тунмэнхой объединился с несколькими политическими организациями либеральной буржуазии, в результате чего возникла партия Гоминьдан.
После безуспешной попытки свержения Юань Шикая в ходе Второй революции (1913), вместе с Сунь Ятсеном эмигрировал в Японию, где в 1914 г. вступил в Китайскую революционную партию (позже Гоминьдан).
На первом (реорганизационном) съезде Гоминьдана в январе 1924 г. Дай Цзитао был избран членом ЦИК и Постоянного комитета и назначен заведующим отделом пропаганды ЦИК Гоминьдана.
В 1926 году работал директором Университета Сунь Ятсена и начальником политотдела Академии Вампу, готовившей кадры для армии революционного правительства Южного Китая. Его заместителем был в то время Чжоу Эньлай.
С 1928 г. — первый председатель Экзаменационного юаня, палаты, представлявшей в Китайской Республике отдельную ветвь власти и ведавшей назначениями на государственные должности. В 1929 г. он создал «Центральный клуб», объединявший в своих рядах представителей высшего и среднего эшелонов гоминьдановской бюрократии. С его помощью контролировались центральный партийный аппарат и партийная разведка.
Почитатель Конфуция, возглавил течение «новых правых», критиковал коммунистов. Цели коммунистов «новые правые» считали утопическими, способными только расколоть единый фронт и привести революцию к поражению.
После смерти Сунь Ятсена Дай Цзитао претендовал на роль ведущего истолкователя суньятсенизма. Он стремился представить суньятсенизм чисто традиционным китайским учением, продолжением и развитием учения Конфуция, свободного от «западного» воздействия и развивающего китаецентристские и мессианские концепции имперской идеологии. Акцентируя внимание на суньятсеновском понимании классового сотрудничества и полного неприятия идей классовой борьбы, Дай Цзитао стремился идейно противопоставить коммунистов сторонникам суньятсеновских «трёх народных принципов». С этой целью он опубликовал летом 1925 г. две теоретико-пропагандистские работы, встреченные неоднозначно. Его позиция нашла поддержку и понимание Фэн Цзыю, Цзоу Лу, Ху Ханьминя и многих других ветеранов Гоминьдана. Поддержал его и Чан Кайши, восходящий военный и политический деятель Гоминьдана.
Дай Цзитао — один из авторов текста слов Гимна Китайской Республики.
Покончил жизнь самоубийством, проглотив более 70 таблеток снотворного, в связи с явным проигрышем Гоминьданом гражданской войны.